# El Cercado
El Cercado è un comune della Repubblica Dominicana di 24.173 abitanti, situato nella provincia di San Juan. Comprende, oltre al capoluogo, due distretti municipali: Nuevo Brazil e Batista.